# Semi-dolmen du Serrat d'en Jacques
Ne doit pas être confondu avec dolmen du Serrat d'en Jacques.
Le semi-dolmen du Serrat d'en Jacques est un dolmen situé à Saint-Michel-de-Llotes, dans le département français des Pyrénées-Orientales.

## Historique
L'édifice a été découvert par Pierre Ponsich à l'occasion d'une prospection.

## Description
Le dolmen est qualifié de « semi-dolmen » car il intègre un affleurement rocheux en schiste qui a été utilisé comme dalle de chevet. Cette configuration a pour conséquence que la chambre funéraire ouvre plein nord, ce qui est totalement atypique. La chambre est délimitée par deux orthostates pratiquement parallèles, de respectivement 1,40 m de long sur 0,25 à 0,30 m d'épaisseur et 1,30 m de long sur 0,15 à 0,25 m d'épaisseur. Deux petites dalles au nord-est complètent l'ensemble, elles pourraient correspondre à une amorce de couloir mais ce n'est pas certain. Le dolmen a été réutilisé et réaménagé en abri à l'époque moderne comme l'atteste le petit muret qui se dresse devant l'entrée. Deux grandes dalles couchées au sol au nord-est, de respectivement 1,40 m de long sur 0,70 m de large et 1,60 m sur 1,30 m, pourraient éventuellement correspondre à d'anciennes dalles de couverture si l'on admet que l'orthostate ouest n'est plus à son emplacement initial. Des vestiges de tumulus sont visibles devant l'entrée.
Jean Abélanet a recueilli un fragment de lame en silex et un tesson de poterie dans les déblais devant l'entrée.